# 1998 no cinema
Muitos filmes importantes foram lançados em 1998, incluindo Shakespeare in Love, Saving Private Ryan, Armageddon, American History X, The Truman Show, Primary Colors, Rushmore, Rush Hour, There's Something About Mary, The Big Lebowski e o retorno do diretor autoral Terrence Malick em The Thin Red Line.

## Maiores bilheterias
Os 10 filmes mais lançados em 1998 por arrecadação mundial são os seguintes:
| Ranque | Título                       | Distribuidor            | Bilheteria global |
| ------ | ---------------------------- | ----------------------- | ----------------- |
| 1      | Armageddon                   | Buena Vista             | US$ 553,709,788   |
| 2      | Saving Private Ryan          | DreamWorks / Paramount  | US$ 485,000,000   |
| 3      | Godzilla                     | Sony Pictures / TriStar | US$ 379,014,294   |
| 4      | There's Something About Mary | 20th Century Fox        | US$ 369,884,651   |
| 5      | A Bug's Life                 | Buena Vista             | US$ 363,398,565   |
| 6      | Deep Impact                  | Paramount / DreamWorks  | US$ 349,464,664   |
| 7      | Mulan                        | Buena Vista             | US$ 304,320,254   |
| 8      | Dr. Dolittle                 | 20th Century Fox        | US$ 294,456,605   |
| 9      | Shakespeare in Love          | Miramax / Universal     | US$ 289,317,794   |
| 10     | Lethal Weapon 4              | Warner Bros.            | US$ 285,444,603   |

## Eventos
- 1º de março – Titanic se torna o primeiro filme a arrecadar mais de US$ 1 bilhão nas bilheterias mundiais. Vinte dias depois, o filme ganhou 11 estatuetas no Oscar 1998, incluindo Melhor Filme.
- 8 de maio e 1º de julho – 1998 viu o lançamento de dois filmes rivais de ficção científica e desastre sobre asteroides: Armageddon e Deep Impact, ambos se tornando sucessos de bilheteria. Armageddon foi o mais popular dos dois e também o filme de maior bilheteria de 1998 no mundo.
- 24 de julho – Saving Private Ryan, dirigido por Steven Spielberg, foi lançado e aclamado pela crítica, tornando-se o filme de maior bilheteria nos Estados Unidos em 1998. Ganhou cinco Oscars, incluindo Melhor Diretor. O filme foi elogiado como um marco influente nos gêneros de guerra e ação, principalmente devido ao uso de cores dessaturadas, câmeras manuais e ângulos fechados.
- 21 de agosto – Blade, baseado no personagem de mesmo nome, arrecadou mais de US$ 131,2 milhões mundialmente. Seu sucesso ajudaria a pavimentar o caminho para futuras adaptações cinematográficas da Marvel Comics.
- 19 de setembro – Antz, o primeiro longa-metragem de animação da DreamWorks, estreou no 23º Festival Internacional de Cinema de Toronto.
- 25 de dezembro – O cineasta Terrence Malick retornou após uma pausa de 20 anos com The Thin Red Line.

## Filmes
| Lançamento | Lançamento              | Título                               | Produtora                     | Gênero                      |
| ---------- | ----------------------- | ------------------------------------ | ----------------------------- | --------------------------- |
| Jan.       | 9                       | Firestorm                            | 20th Century Fox              | Drama                       |
| Jan.       | 16                      | Fallen                               | Warner Bros.                  | Suspense                    |
| Jan.       | 16                      | Half Baked                           | Universal Pictures            | Comédia                     |
| Jan.       | 16                      | Hard Rain                            | Paramount Pictures            | Ação, Suspense              |
| Jan.       | 23                      |                                      |                               |                             |
| Jan.       | Spice World             | Columbia Pictures                    | Comédia, Musical              |                             |
| Jan.       | Phantoms                | Miramax Films                        | Ficção científica, Terror     |                             |
| Jan.       | Slappy and the Stinkers | TriStar Pictures                     | Aventura, Comédia             |                             |
| Jan.       | 30                      | Desperate Measures                   | TriStar Pictures              | Ação                        |
| Jan.       | 30                      | Deep Rising                          | Hollywood Pictures            | Ação, Terror                |
| Jan.       | 30                      | Great Expectations                   | 20th Century Fox              | Drama                       |
| Fev.       | 6                       | Blues Brothers 2000                  | Universal Pictures            | Comédia, Musical            |
| Fev.       | 6                       | The Replacement Killers              | Columbia Pictures             | Ação                        |
| Fev.       | 13                      | Sphere                               | Warner Bros.                  | Ficção científica           |
| Fev.       | 13                      | The Borrowers                        | Polygram Filmed Entertainment | Fantasia                    |
| Fev.       | 13                      | The Wedding Singer                   | New Line Cinema               | Comédia romântica           |
| Fev.       | 19                      | Senseless                            | Miramax Films                 | Comédia                     |
| Fev.       | 19                      | Palmetto                             | Columbia Pictures             | Neo-noir                    |
| Fev.       | 27                      | Caught Up                            | LIVE Entertainment            | Policial, Drama             |
| Fev.       | 27                      | Dark City                            | New Line Cinema               | Neo-noir, Ficção científica |
| Fev.       | 27                      | Krippendorf's Tribe                  | Touchstone Pictures           | Comédia                     |
| Fev.       | 27                      | Kissing a Fool                       | Universal Pictures            | Comédia romântica           |
| Mar.       | 6                       | Twilight                             | Paramount Pictures            | Suspense                    |
| Mar.       | 6                       | The Big Lebowski                     | Gramercy Pictures             | Comédia, Policial           |
| Mar.       | 6                       | Hush                                 | TriStar Pictures              | Suspense                    |
| Mar.       | 6                       | U.S. Marshals                        | Warner Bros.                  | Suspense                    |
| Mar.       | 13                      | The Man in the Iron Mask             | United Artists                | Aventura, Drama histórico   |
| Mar.       | 13                      | Chairman of the Board                | Trimark Pictures              | Comédia                     |
| Mar.       | 20                      | Primary Colors                       | Universal Pictures            | Comédia dramática           |
| Mar.       | 20                      | Wild Things                          | Columbia Pictures             | Thriller erótico            |
| Mar.       | 27                      | The Newton Boys                      | 20th Century Fox              | Comédia dramática           |
| Mar.       | 27                      | Ride                                 | Miramax Films                 | Comédia                     |
| Mar.       | 27                      | Meet the Deedles                     | Walt Disney Pictures          | Comédia                     |
| Abr.       | 3                       | Lost in Space                        | New Line Cinema               | Ficção científica           |
| Abr.       | 3                       | Mercury Rising                       | Universal Pictures            | Ação                        |
| Abr.       | 3                       | Barney's Great Adventure             | PolyGram Filmed Entertainment | Infantil, Musical           |
| Abr.       | 10                      | City of Angels                       | Warner Bros.                  | Drama, Romântico            |
| Abr.       | 10                      | My Giant                             | Columbia Pictures             | Comédia                     |
| Abr.       | 10                      | The Odd Couple II                    | Paramount Pictures            | Comédia                     |
| Abr.       | 10                      | Species II                           | Metro-Goldwyn-Mayer           | Ficção científica, Terror   |
| Abr.       | 10                      | 3 Ninjas: High Noon at Mega Mountain | TriStar Pictures              | Luta                        |
| Abr.       | 17                      | Major League: Back to the Minors     | Warner Bros.                  | Comédia                     |
| Abr.       | 17                      | The Object of My Affection           | 20th Century Fox              | Comédia romântica           |
| Abr.       | 17                      | Paulie                               | DreamWorks Pictures           | Aventura, Fantasia          |
| Abr.       | 17                      | Sour Grapes                          | Columbia Pictures             | Comédia                     |
| Abr.       | 24                      | The Big Hit                          | TriStar Pictures              | Ação                        |
| Abr.       | 24                      | Tarzan and the Lost City             | Warner Bros.                  | Ação                        |
| Abr.       | 24                      | Sliding Doors                        | Miramax Films                 | Comédia romântica           |

## Nascimentos
| Data           | Nome                 | Profissão             | Nacionalidade  | Observações | Ref |
| -------------- | -------------------- | --------------------- | -------------- | ----------- | --- |
| 1 de Janeiro   | Giulia Gayoso        | atriz                 | Brasil         |             |     |
| 4 de Janeiro   | Liza Soberano        | atriz                 | Filipinas      |             |     |
| 14 de março    | Ham Sung-min         | ator                  | Coreia do Sul  |             |     |
| 25 de março    | Yoo In-soo           | ator                  | Coreia do Sul  |             |     |
| 9 de Abril     | Elle Fanning         | atriz                 | Estados Unidos |             |     |
| 24 de Abril    | Ryan Newman          | atriz                 | Estados Unidos |             |     |
| 8 de maio      | Corey Mylchreest     | ator                  | Inglaterra     |             |     |
| 24 de maio     | Daisy Edgar-Jones    | Atriz                 | Reino Unido    |             |     |
| 8 de junho     | Jaden Smith          | ator                  | Estados Unidos |             |     |
| 19 de junho    | Atticus Shaffer      | ator                  | Estados Unidos |             |     |
| 25 de junho    | Wongravee Nateetorn  | ator, cantor e modelo | Tailândia      |             |     |
| 8 de Julho     | Maya Hawke           | atriz                 | Estados Unidos |             |     |
| 22 de Julho    | Madison Pettis       | atriz                 | Estados Unidos |             |     |
| 24 de Julho    | Bindi Irwin          | atriz                 | Austrália      |             |     |
| 24 de Julho    | Cailee Spaeny        | atriz                 | Estados Unidos |             |     |
| 28 de Julho    | Sasha Meneghel       | atriz                 | Brasil         |             |     |
| 23 de Novembro | Bradley Steven Perry | ator                  | Estados Unidos |             |     |

## Mortes
| Data           | Nome               | Profissão                       | Nacionalidade  | Observações | Ref |
| -------------- | ------------------ | ------------------------------- | -------------- | ----------- | --- |
| 10 de março    | Lloyd Bridges      | ator                            | Estados Unidos | n. 1913     |     |
| 29 de abril    | Mariana Villar     | actriz (de teatro, TV e cinema) | Portugal       | n. 1927     |     |
| 14 de maio     | Frank Sinatra      | ator e cantor                   | Estados Unidos | n. 1915     |     |
| 22 de maio     | John Derek         | ator e diretor                  | Estados Unidos | n. 1926     |     |
| 23 de junho    | Maureen O'Sullivan | atriz                           | Irlanda        | n. 1911     |     |
| 6 de julho     | Roy Rogers         | ator e cantor                   | Estados Unidos | n. 1911     |     |
| 25 de julho    | Lourdes Mayer      | atriz, radialista e dubladora   | Brasil         | n. 1920     |     |
| 20 de agosto   | António Assunção   | ator                            | Portugal       | n. 1945     |     |
| 6 de setembro  | Akira Kurosawa     | cineasta                        | Japão          | n. 1910     |     |
| 11 de setembro | Dane Clark         | ator                            | Estados Unidos | n. 1912     |     |
| 3 de outubro   | Roddy McDowall     | ator                            | Reino Unido    | n. 1928     |     |
| 11 de outubro  | Richard Denning    | ator                            | Estados Unidos | n. 1914     |     |